# 85 Io
För andra betydelser, se IO.
85 Io eller A899 LA är en asteroid upptäckt 19 september 1865 av astronomen C. H. F. Peters i Clinton, New York. Asteroiden har fått sitt namn efter Io inom grekisk mytologi.
Den tillhör asteroidgruppen Eunomia.
Asteroiden har en mörk yta troligtvis sammansatt av karbonater. 
En diameter på 178 kilometer mättes upp i samband med en ockultation av en stjärna den 10 december 1995.